# Kazimierz Gross
Kazimierz Gross (ur. 3 września 1900 w Śniatyniu, zm. 6 grudnia 1925) – plutonowy Wojska Polskiego II RP. Uczestnik wojny polsko-bolszewickiej, kawaler Orderu Virtuti Militari.

## Życiorys
Urodził się w rodzinie Józefa i Zuzanny z Albigierów. Miał dwóch braci: Jana, poległego w czasie I wojny światowej i Stanisława.
Absolwent szkoły powszechnej w rodzinnym mieście. Pracował jako ślusarz. Od listopada 1918 ochotnik w odrodzonym Wojsku Polskim, żołnierz 7 kompanii 48 pułku piechoty z którym walczył podczas wojny polsko-bolszewickiej.
„Szczególnie odznaczył się w walkach pod Berezą Kartuską /26 IX 1920/, gdzie wraz ze swoją sekcją, brawurowym atakiem zdobył okopy nieprzyjaciela, nast. odpierając kilkakrotnie jego ataki”. Za tę postawę został odznaczony Krzyżem Srebrnym Orderu Virtuti Militari, co zostało potwierdzone dekretem Wodza Naczelnego marszałka Józefa Piłsudskiego L. 2974 z dnia 13 maja 1921 roku (opublikowanym w Dzienniku Personalnym Ministerstwa Spraw Wojskowych Nr 21 z dnia 28 maja 1921 roku). 
W lipcu 1924 został zwolniony z wojska. 6 grudnia 1925 został zamordowany. Pochowany na cmentarzu w Śniatyniu. Był kawalerem.

## Ordery i odznaczenia
- Krzyż Srebrny Orderu Wojskowego Virtuti Militari nr 2307[2][4]